# Parent (famille)
Pour l’article homonyme, voir Parent.

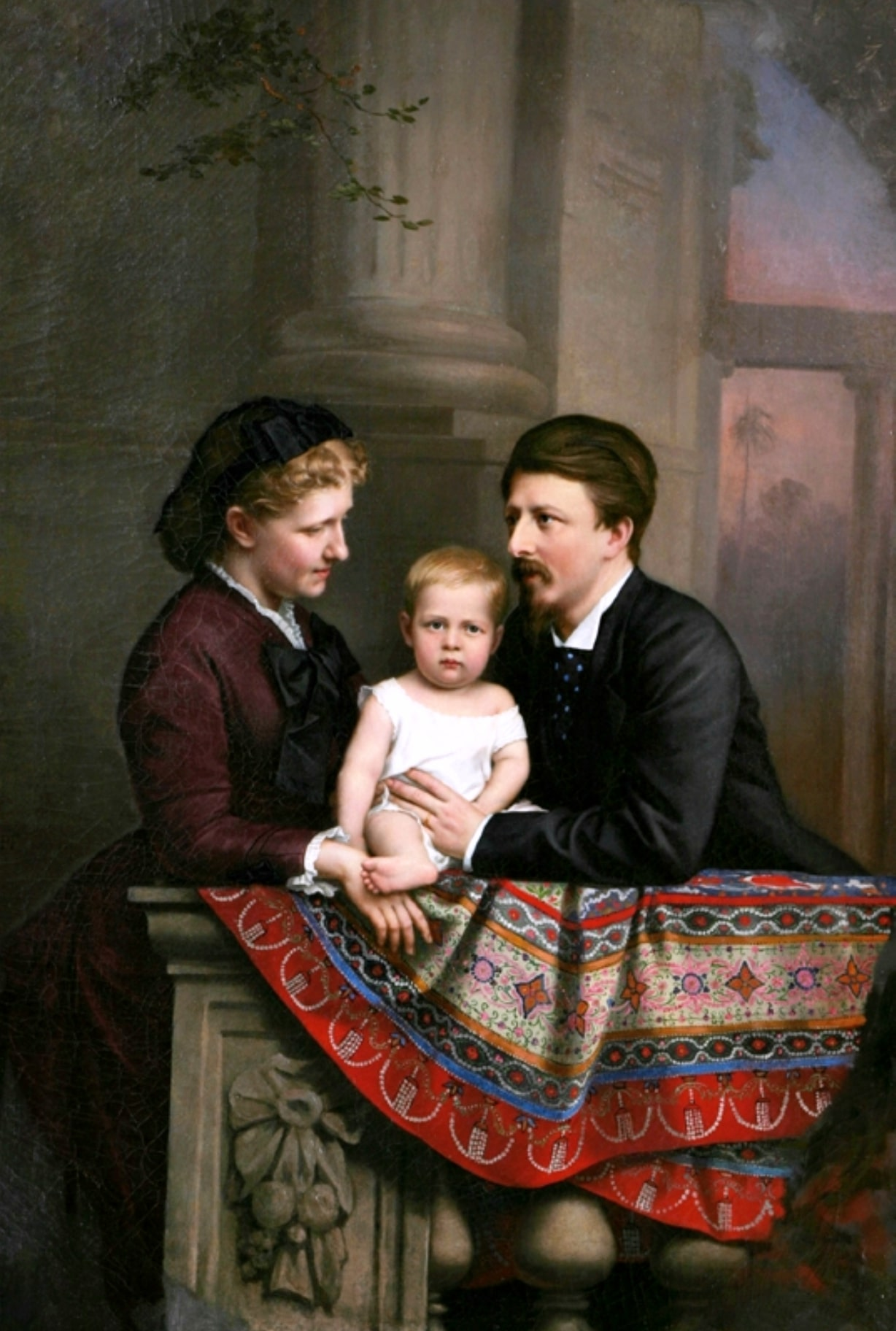
Pierre d'Orléans-Bragance enfant, entouré de ses parents.

Le terme parent, relatif à la famille, désigne généralement le père et la mère, bien qu'aujourd'hui diverses formes de parentalité se dessinent. Au singulier, désigne plus largement celui qui est membre de la même famille qu'une autre personne. Au pluriel, ceux dont on descend en ligne directe.

## Responsabilité des parents
Selon le philosophe Hans Jonas, la responsabilité parentale englobe tous les aspects de la vie des enfants, de la simple existence jusqu'aux intérêts les plus élevés. La responsabilité s'exprime d'abord du point de vue corporel, d'être là à tous moments dans la santé comme la maladie ; ensuite vient s'ajouter toujours davantage tout ce qui tombe sous la notion d'« éducation », dans tous les sens : les aptitudes, les relations, le comportement, le caractère, le savoir, dont la formation doit être surveillée et encouragée et, si possible, le bonheur. Elle protège son enfant de tous les dangers et gère plusieurs obligations comme (le travail, le ménage, la  cuisine...).

## Termes dérivés
- Parents biologiques : terme parfois utilisé pour désigner les géniteurs.
- Parents adoptifs  : personnes qui sont devenues les parents légaux d'un enfant. Contrairement aux parents légaux, les vrais parents de l'enfant n'auront plus de droits sur lui à la suite de l'adoption. Les enfants dont les parents ne sont pas connus sont souvent issus de naissances sous X. Les enfants dont les parents sont décédés sont dits « orphelins », jusqu'à leur adoption, si elle a lieu.
- Le terme beau-parent :
  - la personne avec qui l'un de ses parents a refait sa vie ;
  - les parents du conjoint.

- Parent d'accueil : personne qui accueille un enfant temporairement dans sa famille.
- Parent d'élève.

## Acception particulière
Le mot « parent » est utilisé en analyse transactionnelle dans les états du Moi, il désigne un ensemble de comportements.

## Pour approfondir